# Candida (släkte)
För andra betydelser, se Candida.
Candida är ett släkte jästsvampar. Med Candida menas jästliknade svampar, med den äldre beteckning Monilia eller Monila. 
Candida albicans (av den ungefärliga betydelsen; liten vit, vitaktig, gråblek) förekommer vanligen i munnen (muntorsk) eller i underlivet, men kan också drabba tarmar eller lungorna, särskilt vid nedsatt immunförsvar. Candidainfektion uppstår vanligen vid nedsatt motståndskraft, såsom efter behandling med antibiotika. Candida är en svamp som därför kan växa till på ett betydande sätt och därmed ge upphov till motsvarande grad av infektion. Ibland infekteras också blodet och kallas då Candida-sepsis, som kan medföra att candida även kan förekomma utanför mag- och tarmkanalen. Candida albicans anses vara den viktigaste formen av candidainfektion. Infektion med Candida albicans kallas vanligen candidainfektion och beskriver då sjukdom som vanligen uppfattas som smittsam.
Candidainfektion kan även uppstå vid muntorrhet på grund av inhalation av exempelvis Symbicort, vilket beror på upplagring i munhålan, och kan motverkas av munsköljning efter inhalation.